# Prospero Colonna (zm. 1743)
Prospero Colonna (ur. 17 listopada 1662 albo 1672 w Marino, zm. 4 marca 1743 w Rzymie) – włoski kardynał.

## Życiorys
Urodził się 17 listopada 1662 albo 1672 roku w Marino, jako syn Filippa Colonny i Clerii Cesarini. Podstawową edukację odebrał w domu, a następnie studiował na La Sapienzy, gdzie uzyskał stopień doktora. W 1692 roku został protonotariuszem apostolskim, a później referendarzem Trybunału Obojga Sygnatur, wikariuszem bazyliki laterańskiej, a także klerykiem i audytorem Kamery Apostolskiej. W międzyczasie pełnił funkcje wicelegata w Ferrarze i gubernatora Castro. 16 października 1729 roku przyjął święcenia diakonatu. 16 listopada 1739 został kreowany kardynałem diakonem i otrzymał diakonię Sant'Angelo in Pescheria. Zmarł na udar mózgu 4 marca 1743 roku w Rzymie.